# Ajax den mindre

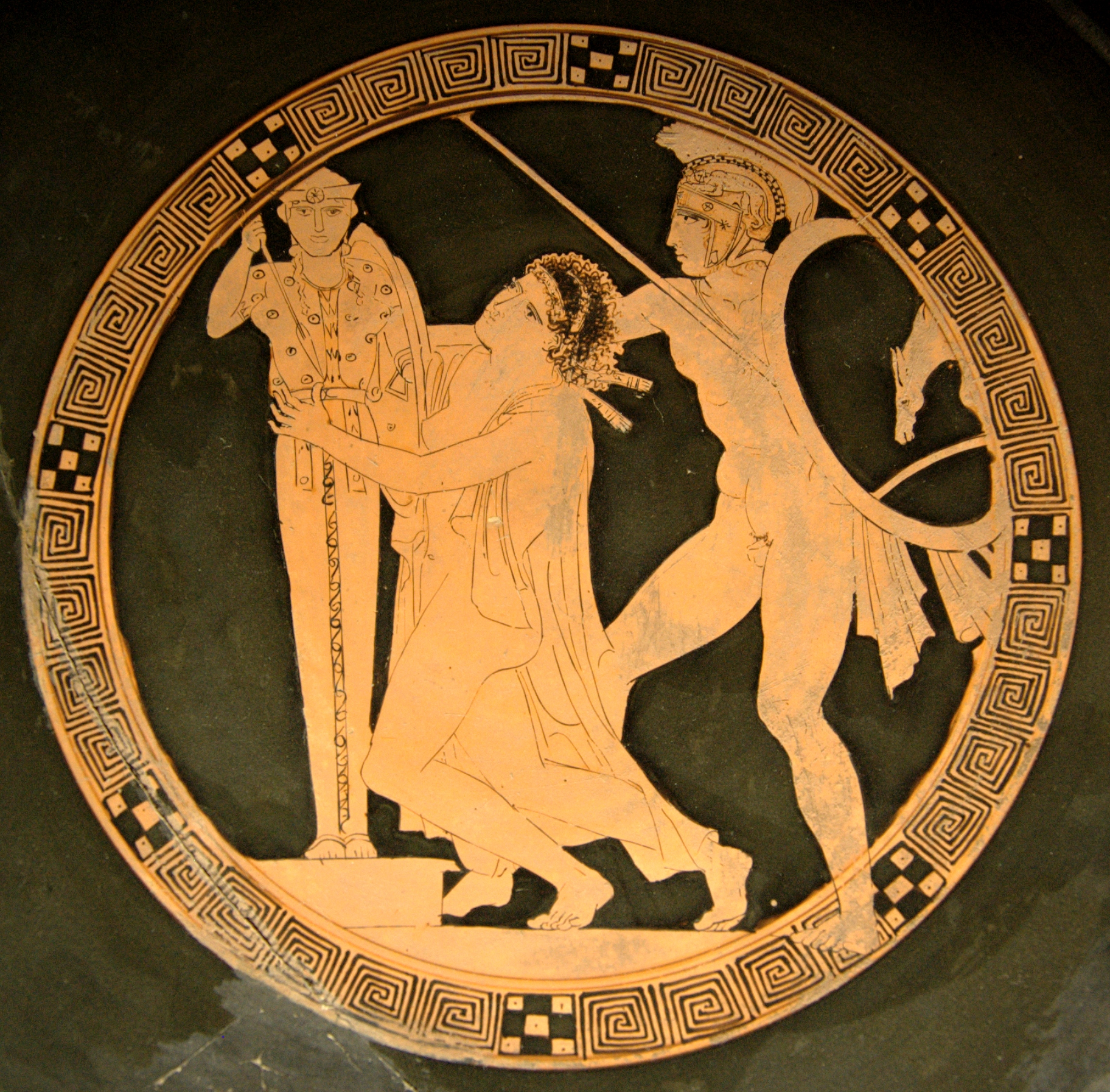
Ajax den mindre våldtar Kassandra.

Ajax eller Aias (med epitetet ”den mindre” till skillnad från Ajax, Telamons son), var kung av Lokris och son till Oileus. Efter Akilles var han den snabbaste och tappraste av de grekiska hjältarna. På väg hem från Troja slogs hans skepp sönder av Athena som straff för att han våldtagit Kassandra under slutstriden om staden. Ajax räddade sig dock upp på en klippa. Då han övermodigt och hånfullt yttrade att han utan gudarnas hjälp kunde rädda sig undan döden blev Poseidon arg och stötte med sin treudd mot klippan så att den splittrades och Ajax dränktes i havet. 
Enligt traditionen skickade invånarna i Lokris som en försoningsgest under lång tid årligen två unga flickor, ”de lokriska jungfrurna”, till Athenas tempel i Ilion.